# Hans Lassen Martens
Hans Lassen Martensen (o Martensen Larsen nascut el 9 d'agost 1808 a Flensburg, Schlesvig i mort el 4 febrer de 1884 a Copenhaguen) fou un predicador i teòleg danès luterà. El seu pare era un escriptor, mestre d'escola i mariner. Va educar el seu fill en alemany, tot i que ell mateix s'estimava més parlar danès (en aquell moment, el Ducat de Schlesvig estava entre Prússia i Dinamarca).
Martensen va estudiar teologia i va ser ordenat sacerdot a Copenhaguen per l'església danesa. Des de 1834 fins a 1836, durant els seus viatges a Berlín, París, Viena, Múnic, va conèixer intel·lectuals que van influir en el seu pensament: David Strauss, Franz Xaver von Baader. S'entusiasme pel hegelianisme, que importa a Dinamarca després dels seus viatges a Berlín. També va llegir la Divina Comèdia de Dante.
Honoré de Balzac, que freqüentava les sectes martenistes, estava molt impressionat per aquesta forma de misticisme, al qual les obres de la seva Comèdia humana, especialment els estudis filosòfics, fan sovint al·lusió en filigrana.
L'any 1838 es va convertir en professor de teologia a Copenhaguen i l'any 1840 pastor a la cort. L'església sueca li ofereix fins i tot el títol de bisbe però ho refusa i finalment accepta de ser bisbe a Selàndia el 1854. Era d'esperit independent i de tendència mística i teosòfica, va escriure molts tractats sobre ètica, el dogma i la moral cristiana. Un dels seus sermons li va valer la ira tant del filòsof Kierkegaard com del teòleg Magnus Eriksson a qui va atacar violentament, tractant els seus pensaments de mera «especulació».

## Obres
- Grundriss des Systems der Moralphilosophie (1841 a Alemanya 1845)
- Die christliche Taufe und die baptistische Frage (1847 a Alemanya 1860)
- Den Christelige Dogmatik (1866 a Alemanya 1897)
- Christliche Ethik (1871, a Anglaterra 1873)
- Hirtenspiegel (1870-1872)
- Katholizismus und Protestantismus (1874)
- (anglès) Jacob Boehme; Studies in his Life and Teaching (1882 reimprès el 1949)
- La seva autobiografia, Aus meinem Leben, publicada el 1883